# Hugo von Lerchenfeld-Köfering

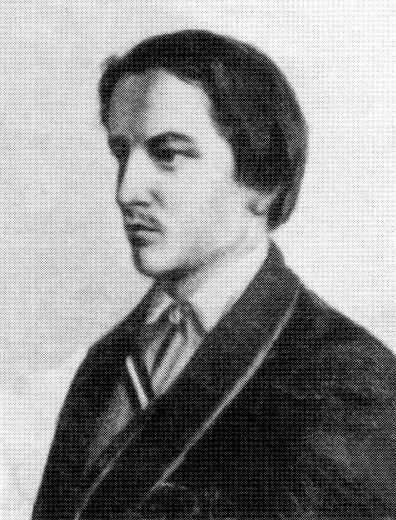
Hugo v. Lerchenfeld als Bonner Preuße

Hugo Graf von und zu Lerchenfeld auf Köfering und Schönberg (* 13. Oktober 1843 in Berlin; † 28. Juni 1925 in Köfering) war ein deutscher Politiker für die Krone Bayern.

## Leben
Hugo war der Sohn des Grafen Maximilian von und zu Lerchenfeld auf Köfering und Schönberg und dessen Ehefrau Isabella, geborene Gräfin Waldbott von Bassenheim. Er studierte an der Ludwig-Maximilians-Universität München und der Rheinischen Friedrich-Wilhelms-Universität Bonn Rechtswissenschaft. Er wurde 1862 Mitglied, später Ehrenmitglied des Corps Borussia Bonn. Er war Bayerischer Staatsrat, außerordentlicher Gesandter und Bevollmächtigter Minister des Königs von Bayern am preußischen Hof und Bevollmächtigter zum Bundesrat. Von 1895 bis 1904 saß er mit Hans Ritter von Hopfen und John Koch im ersten Gesamtausschuss (der damaligen Leitung) des Verbandes Alter Corpsstudenten. Lerchenfeld blieb unverheiratet.

## Mitgliedschaften

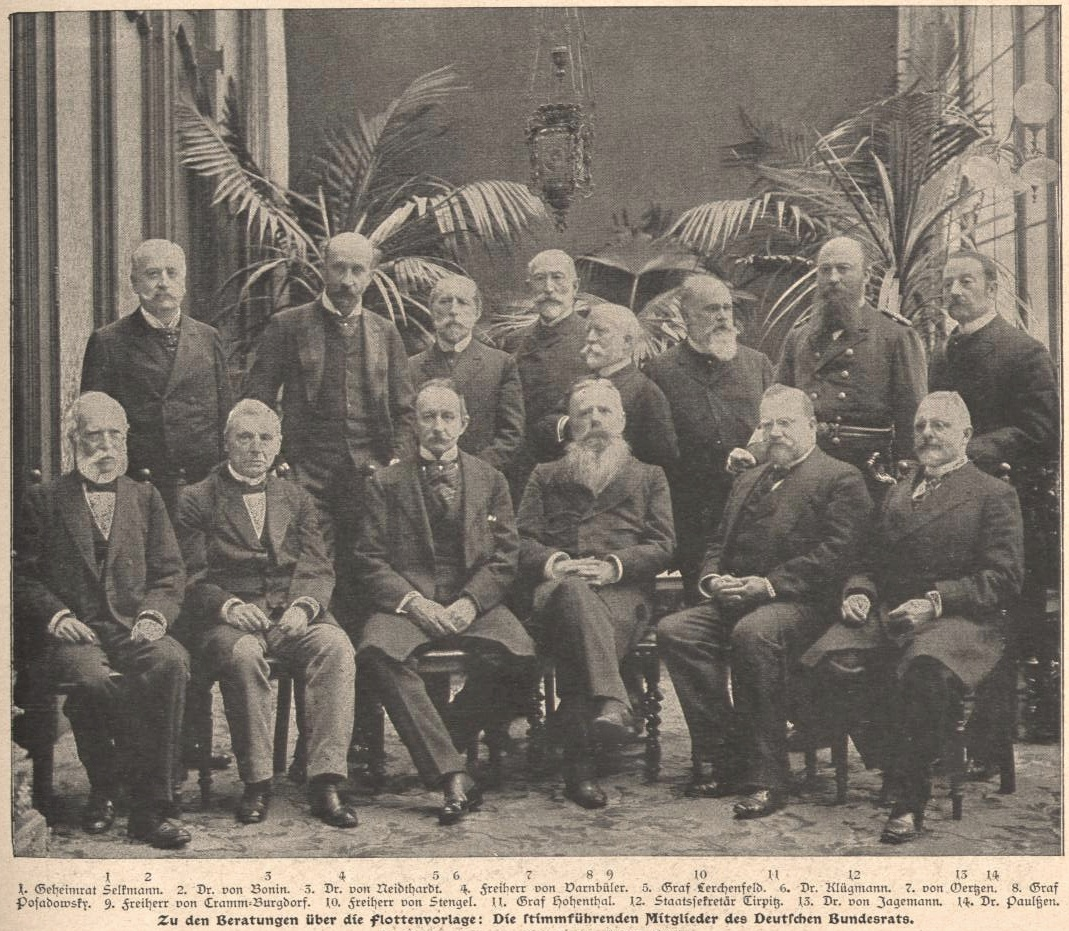
Gruppenfoto im Bundesrat (1900): Hugo von Lerchenfeld-Köfering sitzend, dritter von links (Person Nr. 5)

- Königlich-Preußische Akademie der Wissenschaften
- Deutsches Archäologisches Institut

## Werke
- Die Erziehung des Volkes zur Politik Dr. F. A. Pfeiffer & Co., Berlin 1922
- Aus meinem Jägerleben Neumann-Neudamm, Melsungen 1928
- Erinnerungen und Denkwürdigkeiten Mittler, Berlin 1935